# LG K5
LG K5는 LG전자가 2016년 5월 31일, 아랍에미리트, 러시아 등에 출시한 보급형 스마트폰이다. 기존 LG K 시리즈와 디자인이 대부분 달라진게 특징이며, K4, K3보다 상위 모델이지만 AP가 다운그레이드 되었다.

## 운영 체제 / 소프트웨어

### 안드로이드 5.1.1 롤리팝
LG K5는 안드로이드 5.1.1 롤리팝을 탑재하여 출시되었다.

## 특수 기능

### 제스쳐 인터벌 샷
전면 카메라에서 촬영 버튼을 길게 누르거나 주먹을 빠르게 두 번 쥐면 약 2초 간격으로 사진 4장을 연속 촬영할 수 있다.
- 제스쳐 (주먹) 1번 : 1장
- 제스쳐 (주먹) 2번 : 4장 연속 (약 2초 간격)

### 노크 온
화면이 꺼진 상태에서 화면을 두 번 두드리면 켜지는 기능이다. LG G2에서 처음 공개되었다.

### 노크 코드
화면이 꺼진 상태에서 설정한 패턴대로 화면을 터치하면 화면이 켜짐과 동시에 잠금도 함께 풀리는 기능이다. G 프로 2에서 처음 공개되었다.

## 색상
- 골드
- 실버
- 티탄

## 같이 보기
- LG K
- LG K10
- LG K7
- LG K4
- LG K3